# HMS Bellerophon (1786)
O HMS Bellerophon foi um navio de linha de terceira categoria, com 74 canhões, da Marinha Real Britânica. Lançada ao mar em 1786, serviu durante as Guerras revolucionárias francesas e as Guerras Napoleónicas, na sua maioria em bloqueios e serviço de escolta a comboios. Conhecido como "Billy Ruffian" pelos marinheiros, combateu em três batalhas - Glorioso primeiro de Junho, Batalha do Nilo e Batalha de Trafalgar -, e foi o navio a bordo do qual Napoleão Bonaparte se rendeu, pondo fim a uma guerra quase contínua de 22 anos com a França.
Construído em Frindsbury, o Bellerophon serviu de navio de reserva, durante a Crise de Nootka e na Guerra Russo-Turca. Entrou em acção, integrado na Frota do Canal, no início das Guerras revolucionárias francesas, e no Glorioso Primeiro de Junho em 1793. O Bellerophon escapou por pouco à captura pelos franceses em 1795, quando o seu esquadrão foi quase derrotado por uma forte frota francesa, mas as ousadas acções do seu comandante de esquadrão, o vice-almirante William Cornwallis, levaram à retirada dos franceses. Em 1797, o navio teve uma pequena participação na intercepção da invasão francesa da Irlanda, e, depois, juntou-se à Frota do Mediterrâneo comandada por John Jervis. Destacado para reforçar a frota do contra-almirante Horatio Nelson em 1798, o Bellerophon fez parte da força que derrotou a frota francesa na Batalha do Nilo. Regressou, então, a Inglaterra e partiu para as Índias Ocidentais, onde passou o período da paz de Amiens em cruzeiros e em escoltas a comboios entre as Caraíbas e a América do Norte.
O Bellerophon regressou a águas europeias com a retomada das guerras com a França, juntando-se a uma frota sob o comando do vice-almirante Cuthbert Collingwood que estava num bloqueio a Cádis. A frota reforçada, comandada então por Horatio Nelson, atacou a força conjunta franco-espanhola. Na Batalha de Trafalgar, a 21 de Outubro, o Bellerophon teve um difícil confronto contras os navios franceses e espanhóis, sofrendo pesadas baixas incluindo a morte do seu capitão, John Cooke. Depois de ser reparado, o Bellerophon partiu para participar no bloqueio das frotas inimigas do Canal da Mancha e do Mar do Norte. Em 1809, zarpou para o Báltico para efectuar ataques aos navios russos e, em 1810, partiu, de novo, para a costa francesa, para participar em acções de bloqueio aos seus portos. Entre 1813 e 1814, prestou serviço de escolta a comboios na América do Norte, e em 1815 recebeu uma comissão para bloquear o porto atlântico francês de Rochefort. Em Julho de 1815, derrotado em Waterloo, e procurando fugir para a América através do bloqueio pelo Bellerophon, Napoleão subiu a bordo "do navio que o perseguiu durante vinte anos" para, finalmente, se render aos britânicos. Foi o último serviço marítimo do Bellerophon. Quando saiu do serviço activo, foi convertido em navio-prisão em 1815, e o seu nome alterado para Captivity em 1824, para ceder a sua designação a outro navio. Seguiu para Plymouth em 1826, onde se manteve ao serviço até 1834, quando os últimos presos saíram. O Almirantado deu ordem para ser vendido em 1836, e posteriormente desmantelado.
A longa e distinguida carreira do Bellerophon foi perpetuada na literatura e na música popular de Inglaterra, comemorando as conquistas do "Billy Ruffian".